# Renazé
Renazé település Franciaországban, Mayenne megyében. Lakosainak száma 2506 fő (2022. január 1.). Renazé La Boissière, Bouchamps-lès-Craon, Congrier, Saint-Martin-du-Limet, Saint-Saturnin-du-Limet és Ombrée d’Anjou községekkel határos.

## Népesség
A település népessége az elmúlt években az alábbi módon változott:
| Lakosok száma | 3007 | 2881 | 2860 | 2710 | 2626 | 2529 | 2541 | 2529 | 2521 | 2506 |
|               | 1968 | 1982 | 1990 | 2006 | 2013 | 2015 | 2017 | 2019 | 2020 | 2022 |